# 阿勒颇
36°11′57″N 37°9′45″E / 36.19917°N 37.16250°E
阿勒颇（阿拉伯语：حلب，ALA-LC轉寫：Ḥalab，國際音標：[ˈħalab]；阿拉米语：ܚܠܒ），是叙利亚北部城市，阿勒颇省的首府。叙利亚内战前，阿勒颇拥有逾200万人口，曾是叙利亚第一大城市，現為第二大城。
从历史上看，阿勒颇是人类最古老的定居点之一，考古学发现在公元前5000年时这里就有人居住。开始时它只是建在一些小山丘上的小城，后来发展成大型城市。阿勒颇占据了幼发拉底河和地中海之间的关键位置，是古代丝绸之路等商路上的重要地点。古希腊人和羅馬人称这座城市为“贝罗埃亚”（Βέροια）。奥斯曼帝国统治时期，这里称为「哈勒普」，这座城市是鄂圖曼全国第三大城市。阿勒颇的名字在法国托管时期才开始官方使用。
今日，以阿勒颇为中心形成的阿勒颇省占据了16,000平方公里的土地，并拥有约370万人口。敘利亞內戰在2011年爆發後，2012年開始的阿勒颇之战以及2024年再度爆發的阿勒坡戰役在市內造成嚴重破壞。

## 名称
在阿拉伯语中，阿勒颇被称为Ḥalab（ﺣﻠﺐ）。这一名称历史极为悠久，具体含义尚不清楚。ﺣﻠﺐ与挤奶一词相同，当地传说亚伯拉罕离开乌尔后曾在此地停留，为他的牛群挤奶，由此得名。现代的一些学者认为它来自于亚摩利语言中表示铁或铜的词语，因为在古代时期阿勒颇附近出产这些金属。另有观点认为Ḥalab来自于阿拉米语，意为“白色”，因叙利亚西北部出产大理石得名。当代阿勒颇的昵称 ash-Shahbaa（الشهباء），“白色”之意，也是这样得来的。
阿勒颇的拉丁语名称为Halapia，后来这一词语演变为法语的Alep，以及意大利语的Aleppo。后者是英语名称Aleppo的来源。中文名“阿勒颇”就从此而来。

## 历史

### 古代

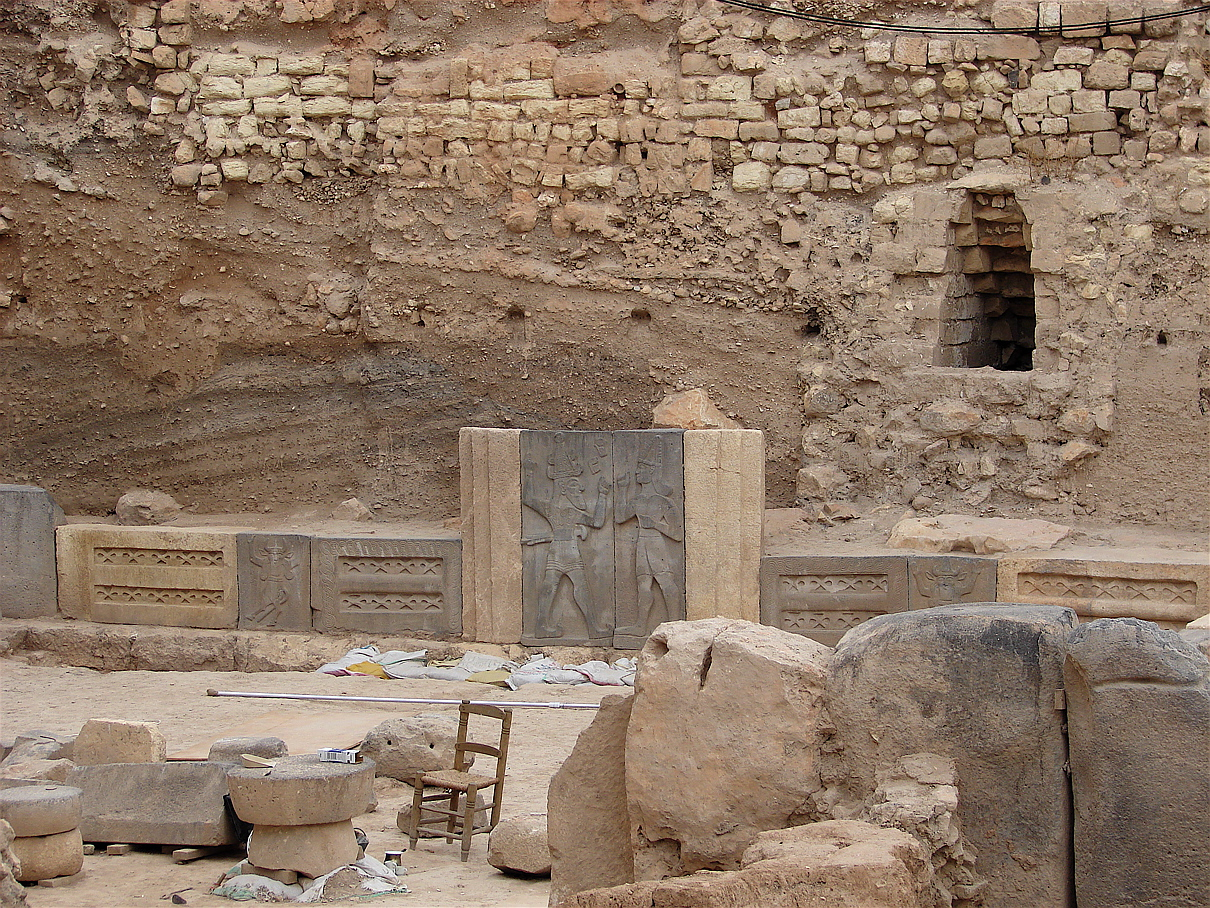
哈拉德神庙遗址

阿勒颇的早期历史少有考古资料，原因在于古代的城址正是现代阿勒颇的市中心。不过根据相关的考古资料，在公元前5000年左右，就已经有人在此居住。前3000年的埃勃拉文书上提到了名为哈拉姆的城市，这很可能是关于阿勒颇最早的文字记载。据一些学者的观点，这时的阿勒颇是一个名为阿尔米（Armi）的独立王国的首都。城市中，在今天阿勒颇城堡的位置上，已经建起了美索不达米亚雨神哈达德的神庙，它也因此被称为哈达德之城。前23世纪，阿卡德王纳拉姆辛摧毁了埃勃拉和阿尔曼尼（Armani），后者很可能与阿尔米是同一个国家。然而，因为阿卡德并未统治过叙利亚北部，这段历史尚存在争议。
在古巴比伦时代，哈拉普（Ḥalab）的名字第一次出现了。阿勒颇是亚摩利人亚姆哈德王国（1800－1525BC）的首都。在国王亚里姆林一世治下，亚姆哈德是地中海东岸最强大的国家。后来它曾一度被穆尔西里一世统治下的西臺摧毁，不过西臺衰落后，它很快便重新崛起。
公元前1525年，亚姆哈德终结于一场由米坦尼王帕尔萨塔塔策动的叛乱。阿勒颇随之成为了米坦尼、西臺和埃及的的交界地带。起初，亚姆哈德王族的一个后代建立了一个米坦尼的附庸国，并重新控制了阿勒颇。到公元前14世纪，西臺的苏庇路里乌玛一世击溃米坦尼，占据了阿勒颇。至此阿勒颇归属于西臺帝国，直到它的崩溃。
前12世纪和前10世纪，两个新西臺王国帕里斯丁和比特阿古西先后控制了这座城市。此时它仍然具有宗教上的重要地位 。据考古发现，哈达德神庙在这一时期被翻新修复。前8世纪，新亚述帝国征服阿勒颇。此后，这里又先后属于新巴比伦帝国和阿契美尼德王朝。

### 罗马和拜占庭时期

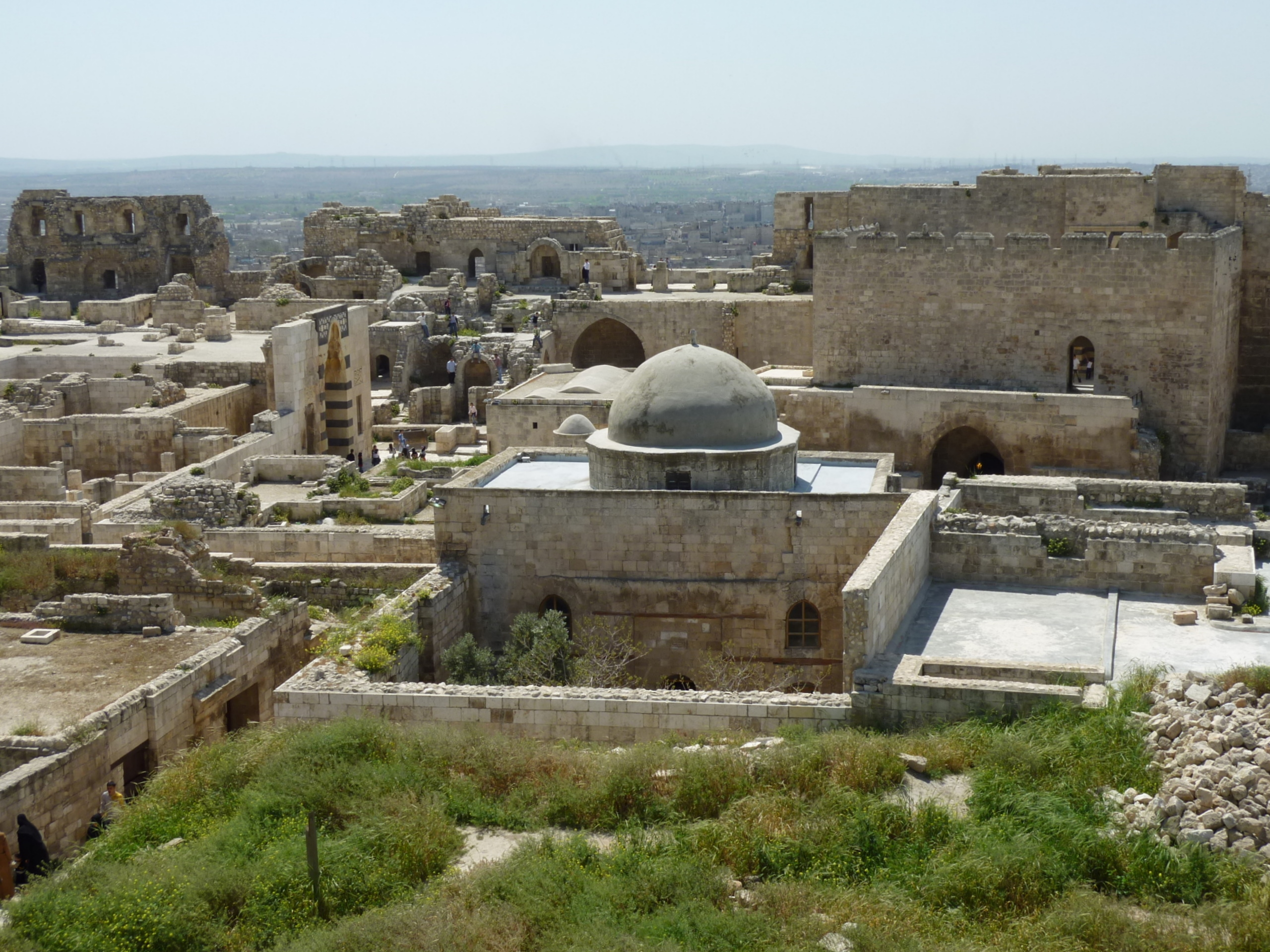
易卜拉欣清真寺，建于拜占庭时期

前333年，阿勒颇被亚历山大大帝占领。几十年后，塞琉古一世建立了一个希腊人殖民点，命名为贝罗埃亚，名字来源于一座马其顿城市贝罗埃亚。
叙利亚北部是希腊化殖民活动和塞琉古帝国文化的中心，贝罗埃亚与当时众多希腊定居点一同，享受自治权，像希腊城邦一样，由城内自由民选举出的议事会管理城市行政事务。
前88年，亚美尼亚王国的提格兰二世征服叙利亚，占领阿勒颇。前64年，罗马共和国的庞培击败亚美尼亚，建立了叙利亚行省。在罗马时期，尽管行省长官由罗马政府任命，但与其它被罗马征服的民族不同，当地的希腊人仍享受相当程度的自治。
在罗马统治下，叙利亚北部人口大大增加。阿勒颇成为仅次于安条克的叙利亚第二大城市，考古资料显示，阿勒颇与安条克之间的农业区有相当高的人口密度。当时的许多小城镇和村落保存了下来，形成了今日的叙利亚北部古村落群遗址。
在4至6世纪，阿勒颇主要由贝罗埃亚主教实际管理。阿勒颇城堡内的两座清真寺最初就是这一时期兴建的教堂 。

### 中世纪
7世纪早期，萨珊波斯进攻叙利亚，占领了阿勒颇。随后不久，在637年，伊本·贾拉统领的穆斯林军队征服了这里。944年起，两个穆斯林酋长国，哈姆丹王朝和米尔达西王朝先后建都于阿勒颇。阿勒颇地处拜占庭帝国与法蒂玛王朝之间，但在二者之间保持平衡，这一时期的阿勒颇在文化、经济上十分繁荣，法拉比、穆太奈比等学者都曾居住于此。在1098与1124年，十字军两次试图进攻阿勒颇，但均未成功。
12世纪早期，突厥的阿尔图格王朝攻占阿勒颇。1128年，在摩苏尔兴起的赞吉王朝占领了阿勒颇，并将其作为首都。阿尤布王朝在1183年占领这里，1250年迁都于此。
1138年，阿勒颇爆发大地震，阿勒颇和邻近的安条克等城市几乎被完全摧毁。据记载，地震中约有23万人丧生。
1260年一月，蒙古帝國西征統帥旭烈兀，以及其傀儡安条克公国、奇里乞亚亚美尼亚王国组成的联军围城四周后攻占了阿勒颇，屠杀了当地的穆斯林和犹太人，但放过了基督教徒。蒙古人继续前进，两个月后攻占了大马士革。同年九月，马穆鲁克王朝於阿音札魯特戰役击败蒙古人，占领了阿勒颇和大马士革。此后，旭烈兀在波斯地區建立伊兒汗国，阿八哈汗及合赞汗時期，伊兒汗國军队又在1271年，1280年两度攻击、洗劫了阿勒颇，不过均未长期留守，这座城市继续由埃及马穆鲁克王朝治理。1400年，阿勒颇短暂地被帖木儿占领，期间被屠城。多达两万人被杀，其余居民大多逃跑。

### 鄂圖曼时期

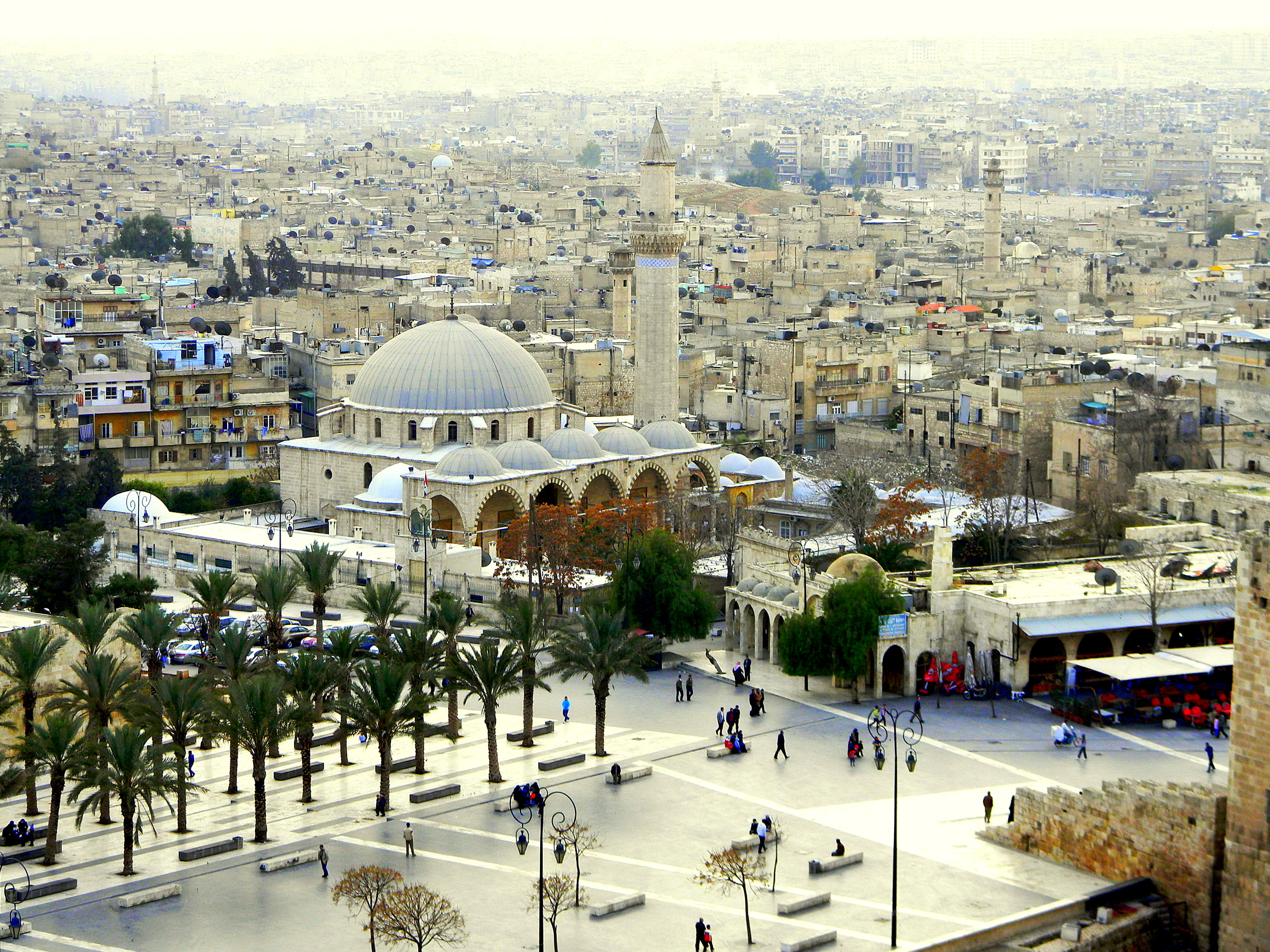
鄂圖曼时期的胡斯鲁维叶清真寺，现已被毁

在1516年，阿勒颇成为了奥斯曼帝国的一部分。1534年，阿勒颇成为了新成立的阿勒颇省的首府。
阿勒颇因为地处安纳托利亚和东方之间的交通要道，成为了整个奥斯曼帝国的商业中心之一。在16至17世纪，阿勒颇是仅次于君士坦丁堡和开罗的帝国第三大城市
。威尼斯、法国、英格兰、荷兰等国在这里相继开设了领事馆。因为这里发达的商业，许多主要的欧洲贸易公司，例如英格兰的黎凡特公司，也都将总部设在阿勒颇。
从18世纪开始，由于东西方生产、消费情况的转变、商路的变化，阿勒颇的商业地位衰落了。1841年奥斯曼帝国政治改革造成的不稳定性，以及1869年苏伊士运河的开辟进一步打击了阿勒颇的经济。与此同时，南方的大马士革经济、政治上的重要性大幅提升，成为了阿勒颇的有力竞争对手。

### 近现代

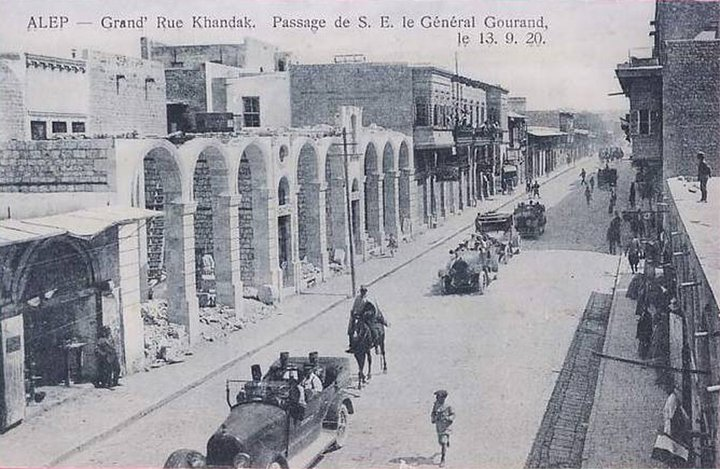
1920年的阿勒颇

#### 第一次世界大战后
1920年，希望建立统一阿拉伯国家的阿拉伯民族主义者，在原奥斯曼帝国阿勒颇、叙利亚、贝鲁特、代尔祖尔、耶路撒冷五省范围内建立了阿拉伯叙利亚王国。不久后法军攻占大马士革，国王费萨尔逃亡，法属叙利亚托管地设立。在土耳其独立战争后，依洛桑条约，原本与阿勒颇联系紧密的阿勒颇省北部被划入土耳其。1939年，阿勒颇主要依赖的港口伊斯肯德伦也被划入土耳其，这进一步冲击了阿勒颇的贸易地位。
1920年，法国建立了阿勒颇邦（État d'Alep）。1925年，阿勒颇邦与大马士革邦合并成为叙利亚邦，即阿拉伯叙利亚共和国的前身。

#### 独立后
叙利亚独立后，大马士革与阿勒颇之间的竞争依然存在。在50至60年代，阿勒颇是叙利亚反对党人民党的大本营。1958年，叙利亚即将与埃及联合时，阿勒颇人与埃及纳赛尔军队之间爆发了冲突。1970年，哈菲兹·阿萨德任总统后，依托大马士革商人阶层的支持，推行集中化的经济政策，资源集中于首都，阿勒颇经济再度受到负面影响。

#### 叙利亚内战
2011年，阿勒颇出现反对总统巴沙尔·阿萨德的抗议游行。2012年初，城内开始出现炸弹袭击。2012年7月起，叙利亚反对派与政府军在阿勒颇爆发武装冲突，并很快升级为巷战。2012-2016年間，阿勒颇的东、西两部分分别由反政府武装和叙利亚政府军控制。城市被围困，缺少供水、供电和医疗设施。

#### 阿勒頗内战結束
2016年12月中旬，阿勒颇戰役以叙利亚政府军獲勝結束。

#### 2024年沙姆解放组织的攻势
2024年11月30日，沙姆解放组织领导的叙利亚反对派部队对叙利亚阿萨德政府控制地区发动大规模攻势，阿勒颇的大部分地区落入叙利亚反对派部队的控制。

## 地理
阿勒颇距地中海120 km，海拔高度380 m。阿勒颇古城坐落在库维克河 （阿拉伯语：قويق）左岸，老城以阿勒颇城堡为中心，坐落在八座小丘上，周围曾环绕着一道周长十一公里的城墙，现已消失。在内战前，阿勒颇是中东发展最快的城市之一。2001年城市占地面积190 km2，据当年的城市发展规划，在2015年城市面积将达到420 km2。

### 资源
阿勒颇市中心向西数公里即是丘陵地区，是叙利亚主要的大理石和石灰石产地之一，其矿产广泛用于城内建筑的建造。阿勒颇以东是广阔的农业平原，主要作物有小麦、大麦，也大量种植经济作物棉花、葡萄和橄榄。其他特产和常见作物有鹰嘴豆、扁豆、小扁豆、甜瓜、番红花等。当地小麦和大麦在十月至十二月间播种，五月收获；而夏季由于温度较高，很少有作物继续生长。附近有大片牧业区，传统上这里是绵羊、马、骆驼的主要产区。

### 水系
库维克河是阿勒颇唯一的主要河流，该河起源自土叙边境的艾因塔布高原，全长129千米。库维克河流域历史上一直是发达的工商业中心。1960年，由于土耳其边境地区的灌溉用水增加，库维克河一度完全断流，后来叙利亚引来幼发拉底河水使该河复流。此事至今仍是引发两地矛盾的因素之一。阿勒颇东南方有叙利亚第一大天然湖泊杰布勒盐沼，在过去是季节性的，现在由于河流改道和灌溉工程等原因成为永久性湖泊，是自然保护区和叙利亚主要的盐矿产地。杰布勒盐沼周边是中东最重要的湿地之一，拥有世界上超过1%的水鸟，然而近年来受到了水污染、灌溉用水汇入导致的盐度改变等因素的威胁。

### 气候
阿勒颇为半干旱气候（柯本气候分类法：Bsk）。当地四季分明，夏季通常无降雨，常有干燥炎热的东风，冬季多雨，偶有降雪，春秋季则气候温和。阿勒颇以东是广阔的农业平原，主要作物有小麦、大麦，也大量种植经济作物棉花、葡萄和橄榄，每年80%的降水集中于十月至三月。西部的叙利亚海岸山脉阻挡了地中海的暖湿气流，使距地中海约120 km 的阿勒颇年均降雨量仅为330 mm，且自西北向东南降雨逐渐减少。因此，虽然阿勒颇和拉塔基亚、霍姆斯之间的距离都不足两百公里，但夏季阿勒颇的气温远高于后两座城市。
| 阿勒颇（1946－2004）                           | 阿勒颇（1946－2004） | 阿勒颇（1946－2004） | 阿勒颇（1946－2004） | 阿勒颇（1946－2004） | 阿勒颇（1946－2004） | 阿勒颇（1946－2004） | 阿勒颇（1946－2004） | 阿勒颇（1946－2004） | 阿勒颇（1946－2004） | 阿勒颇（1946－2004） | 阿勒颇（1946－2004） | 阿勒颇（1946－2004） | 阿勒颇（1946－2004） |
| 月份                                           | 1月                  | 2月                  | 3月                  | 4月                  | 5月                  | 6月                  | 7月                  | 8月                  | 9月                  | 10月                 | 11月                 | 12月                 | 全年                 |
| ---------------------------------------------- | -------------------- | -------------------- | -------------------- | -------------------- | -------------------- | -------------------- | -------------------- | -------------------- | -------------------- | -------------------- | -------------------- | -------------------- | -------------------- |
| 历史最高温 °C（°F）                            | 17 (63)              | 21 (70)              | 31 (88)              | 34 (93)              | 41 (106)             | 47 (117)             | 46 (115)             | 43 (109)             | 41 (106)             | 37 (99)              | 30 (86)              | 18 (64)              | 47 (117)             |
| 平均高温 °C（°F）                              | 10.3 (50.5)          | 12.6 (54.7)          | 16.9 (62.4)          | 22.6 (72.7)          | 28.7 (83.7)          | 33.6 (92.5)          | 36.2 (97.2)          | 36.1 (97.0)          | 33.2 (91.8)          | 27.0 (80.6)          | 16.8 (62.2)          | 11.9 (53.4)          | 23.8 (74.9)          |
| 日均气温 °C（°F）                              | 5.6 (42.1)           | 7.4 (45.3)           | 11.0 (51.8)          | 15.8 (60.4)          | 21.1 (70.0)          | 25.8 (78.4)          | 28.3 (82.9)          | 28.1 (82.6)          | 25.2 (77.4)          | 19.4 (66.9)          | 12.3 (54.1)          | 7.3 (45.1)           | 17.3 (63.1)          |
| 平均低温 °C（°F）                              | 1.7 (35.1)           | 2.4 (36.3)           | 5.0 (41.0)           | 8.9 (48.0)           | 13.5 (56.3)          | 18.1 (64.6)          | 20.9 (69.6)          | 20.9 (69.6)          | 17.3 (63.1)          | 12.4 (54.3)          | 6.4 (43.5)           | 3.3 (37.9)           | 10.9 (51.6)          |
| 历史最低温 °C（°F）                            | −13 (9)              | −10 (14)             | −7 (19)              | −2 (28)              | 0 (32)               | 9 (48)               | 16 (61)              | 15 (59)              | 7 (45)               | 5 (41)               | −3 (27)              | −8 (18)              | −13 (9)              |
| 平均降水量 mm（）                              | 60.3 (2.37)          | 52.0 (2.05)          | 46.1 (1.81)          | 33.6 (1.32)          | 17.9 (0.70)          | 2.3 (0.09)           | 0.1 (0.00)           | 0.3 (0.01)           | 2.2 (0.09)           | 19.2 (0.76)          | 35.2 (1.39)          | 59.6 (2.35)          | 328.8 (12.94)        |
| 平均降水天数（≥ 0.1 mm）                       | 13                   | 14                   | 10                   | 7                    | 4                    | 1                    | 0                    | 0                    | 1                    | 4                    | 7                    | 11                   | 72                   |
| 月均日照時數                                   | 120.9                | 140.0                | 198.4                | 243.0                | 319.3                | 366.0                | 387.5                | 365.8                | 303.0                | 244.9                | 186.0                | 127.1                | 3,001.9              |
| 来源1：世界气象组织，香港天文台 （1961－1990） |                      |                      |                      |                      |                      |                      |                      |                      |                      |                      |                      |                      |                      |
| 来源2：BBC （记录最高最低气温）                |                      |                      |                      |                      |                      |                      |                      |                      |                      |                      |                      |                      |                      |

## 人口
根据阿勒颇历史学家 Kamel Al-Ghazzi 的记载，在19世纪初，阿勒颇的人口约40万。19世纪阿勒颇的经济衰落，以及19世纪上半叶的地震、瘟疫，使得19世纪末阿勒颇人口减少至11万。1901年，阿勒颇有人口108,143，其中穆斯林76,329 (70.58%)，基督徒24,508 (22.66%)，犹太人7,306 (6.76%)。
亚美尼亚大屠杀后，大量亚美尼亚和亚述难民涌入阿勒颇。1922年，阿勒颇有人口156,748，其中穆斯林97,600 (62.26%)，本地基督徒22,117 (14.11%)，亚美尼亚人20,007 (12.76%)，犹太人6,580 (4.20%)，欧洲人2,652 (1.70%)，其他7,792 (4.97%)。1923年法国撤出奇里乞亚后，阿勒颇出现了第二波亚美尼亚人移民潮。1944年，阿勒颇人口达到325,000，其中基督徒112,110(34.5%) ，其中亚美尼亚人60,200。1946-1967年间，亚美尼亚人很多移民往苏联。据估计，内战前阿勒颇仍留有60,000亚美尼亚人。
据2004年叙利亚中央统计局数据，阿勒颇人口为2,132,100。阿勒颇居民绝大多数为阿拉伯人，使用黎凡特阿拉伯语阿勒颇方言。

## 经济
在历史上，阿勒颇长期是中东重要的商业城市。阿勒颇向东是通向巴格达、摩苏尔以及印度、伊朗的商路，向西是安纳托利亚和君士坦丁堡，向南则是大马士革。在欧洲人使用经好望角的航线，以至后来开辟苏伊士运河之前，阿勒颇也在欧洲与东方的贸易中发挥巨大的作用。在鄂圖曼时代，阿勒颇的发达程度仅次于君士坦丁堡及开罗。
叙利亚独立后，阿勒颇是叙利亚的工业和经济中心。现代阿勒颇的主要产业包括纺织、化工、矿冶、制药、农业加工、电子、机械工业和旅游业。阿勒颇的制造业在叙利亚全国有支柱性的地位，其制造业工人数量在全国占比接近50%。阿勒颇的经济以制造业为主导。据官方统计数据，全市劳动人口中，产业工人占60.2%，30.5%是工业工人，其中绝大多数为制造业工人，两项数值均远高于大马士革（分别为38.1%和18.0%）。此外，阿勒颇的经济与土耳其联系紧密，当地80%以上的工厂从土耳其进口原材料。阿勒颇主要的工业区，谢赫·纳贾尔工业城，位于市区东北，是叙利亚最大的工业区之一，占地面积4,412公顷，投资34亿美元，有约1900家企业进驻。

### 主要产业
纺织业是阿勒颇的支柱性产业之一。在奥斯曼帝国时期，阿勒颇商人的主要贸易活动之一就是从波斯等地进口棉花、羊毛和丝绸，加工后再销往奥斯曼帝国各地和欧洲。纺织业的兴衰与阿勒颇的经济地位密切相关。阿勒颇的现代纺织工业起源于法国托管时期，当时外来资本多集中于资源开采和基础设施。而面向本地市场的纺织业，则在传统纺织业的基础上不受干扰地迅速发展，并机械化。在阿勒颇省，纺织业提供的就业岗位占工业总数的37.9%。在阿勒颇主要的工业区谢赫·纳贾尔工业城，纺织业占有54.1%的投资和42.8％的就业岗位。目前，阿勒颇拥有叙利亚全国35%的纺织企业，产值和工人数量的占比与之相似。
依据官方数据，包含化工、制药和部分传统手工艺品制作（例如著名的阿勒颇手工皂、化妆品、香水等）在内的化工类工业提供了21.2%的工业就业岗位。叙利亚对外国石化产品的进口有严格的限制，因此集中于阿勒颇附近的叙利亚石化企业在本土面临的竞争较小。约40%的石化产品用于出口，主要目的地是伊拉克和东欧。叙利亚的制药业在20世纪80年代开始兴起，在2010年，叙利亚有制药企业约70家，可满足国内91%的需求。约40%的叙利亚制药企业位于阿勒颇。
以阿勒颇为中心的阿勒颇省西北部有叙利亚最肥沃的农业区之一，主要农作物为大麦、小麦、鹰嘴豆和棉花。2010年，阿勒颇省有118万公顷耕地，小麦产量占全国20%。以此为基础，阿勒颇市内发展起了规模较大的农业加工产业。阿勒颇有约3600家农产品加工企业，其中约1/3有规模化生产的能力，其余为手工作坊性质。农产品加工行业提供了阿勒颇工业方面就业岗位的11.5%。
旅游业和手工业也是阿勒颇经济的重要组成成分。2007年，阿勒颇接受外国游客600万人次。其中，非阿拉伯国家游客占21.2%，以土耳其和伊朗游客为主；每100名居民对应的游客人数平均为9.1人，排在大马士革、拉塔基亚和塔尔图斯之后。

### 内战影响
2012年以来，阿勒颇的经济遭到严重破坏。内战开始后，谢赫·纳贾尔工业区位于交战区附近，在2014年重新由政府军控制之前，曾一度近于完全废弃。在反对派控制期间，这里的许多工厂被拆解后卖往土耳其。阿勒颇北部另一个规模稍小的工业区莱拉蒙（Layramoun），含有约1200座工厂，近期也遭到洗劫。依据当地政府2016年统计，阿勒颇目前的工业产值约为内战开始前的10%。叙利亚北部许多地区处于无政府状态，因此其工业生产还深受高犯罪率的影响。从阿勒颇向东运送的货物经常遭到抢劫，以致许多企业愿意承担高出数倍的运费，将出口往伊拉克的产品先运往黎巴嫩，从那里经海路运往目的地。很多仍在运营的工厂已经迁往拉塔基亚、塔尔图斯和霍姆斯，或约旦等国。
商业店铺受到的影响相对较小。在政府军控制下相对较安全的地区，各类商店正常运营，商业街的气氛和战前类似。很多冲突区域的店主则迁到远离前线的地方，设立路边摊经商；原来的高档商店大多改建成了餐厅和面向战时需求的杂货店。由于燃料紧缺，城内还出现了出售柴薪、燃油和燃气的店铺。
2015年，阿勒颇的失业率达到19%，是内战前的两倍多。城内大米、糖、肉类等食品价格均比官方定价高出50%左右，而汽油、柴油和燃气价格可达官方价格的三倍。

## 交通

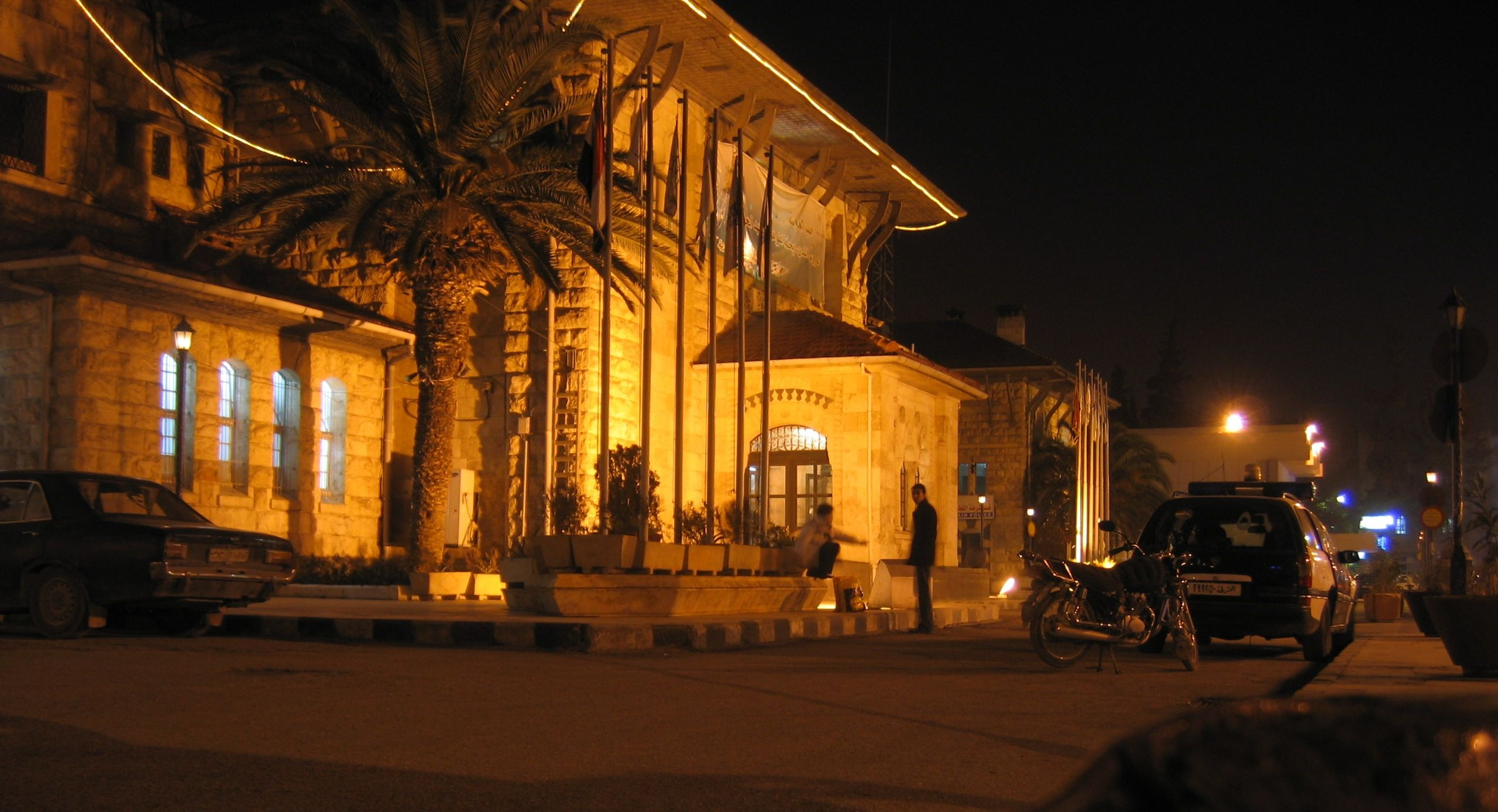
阿勒颇火车站

阿勒颇是叙利亚铁路枢纽，叙利亚铁路公司总部所在地。第一条经过阿勒颇的铁路线是巴格达铁路，1912年阿勒颇段修建完成。这条铁路起初是为了方便两河流域的石油外运而建，后来因为叙利亚北部发达贸易的需求而修建了一条从阿勒颇出发去往叙利亚海岸的支线。至叙利亚内战前，铁路上还有开往土耳其和伊拉克的列车。阿勒颇还有通向大马士革、拉塔基亚和代尔祖尔的三条标准轨距铁路。内战开始后，叙利亚北部铁路的轨道、站台、桥梁、车辆等损毁严重，列车常常成为恐怖袭击的目标。目前叙利亚北部铁路已经停运。
阿勒颇国际机场 （IATA: ALP, ICAO: OSAP）是叙利亚航空的基地之一，于20世纪初建立。目前的航站楼在1999年开放。2013年机场关闭，一年后重新开放。

## 著名人士
- 阿勒颇的保罗，17世纪的编年史作者
- 菲利普·斯塔马，作家
- 穆罕默德·法里斯，叙利亚的第一位宇航员
- 莱翁·泰尔-彼得罗相，亚美尼亚前总统
- 萨巴赫·法科里（英语：Sabah Fakhri），最受欢迎的传统阿拉伯音乐家之一。
- 罗纳尔多·穆沙瓦尔（英语：Ronaldo Mouchawar），叙利亚企业家，中东地区最大电商企业Souq.com的创始人。

## 图片集

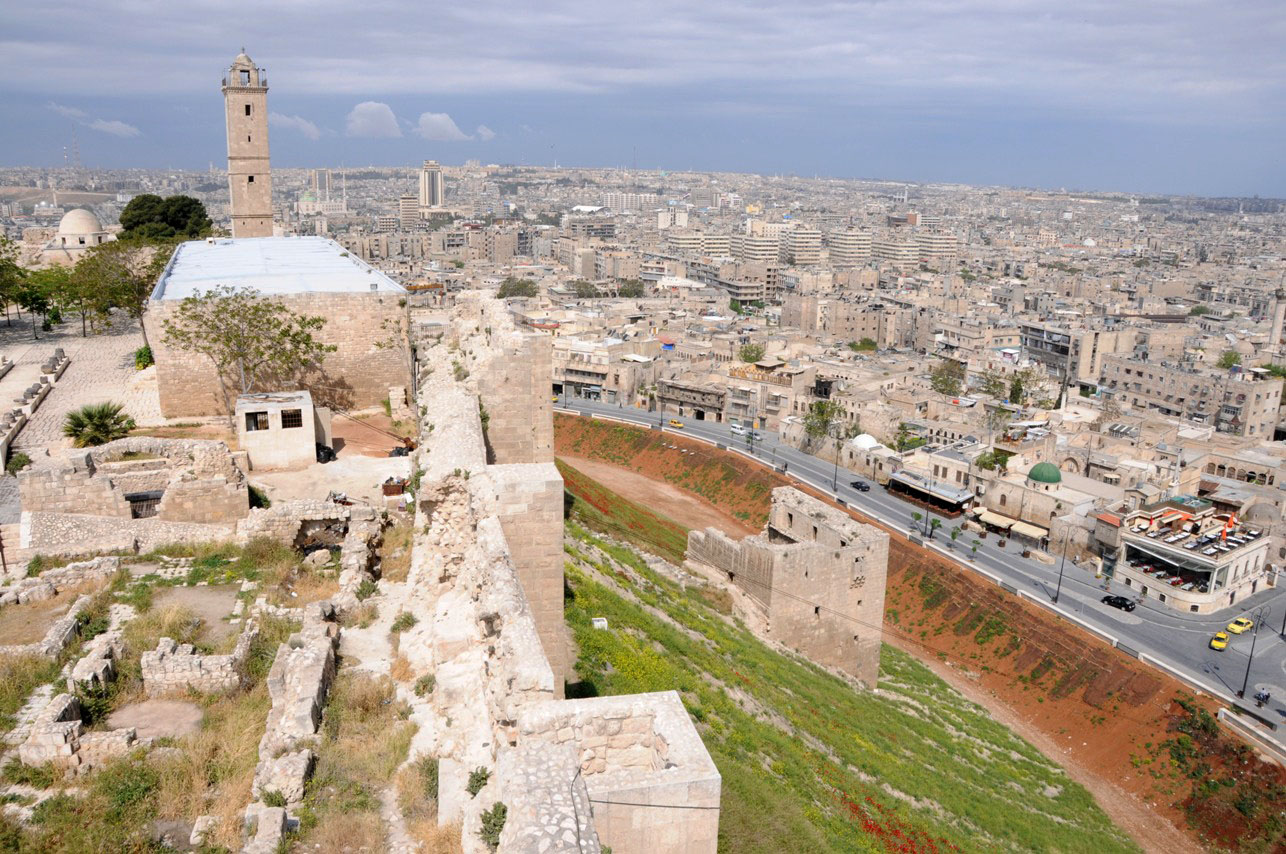
阿勒颇老城
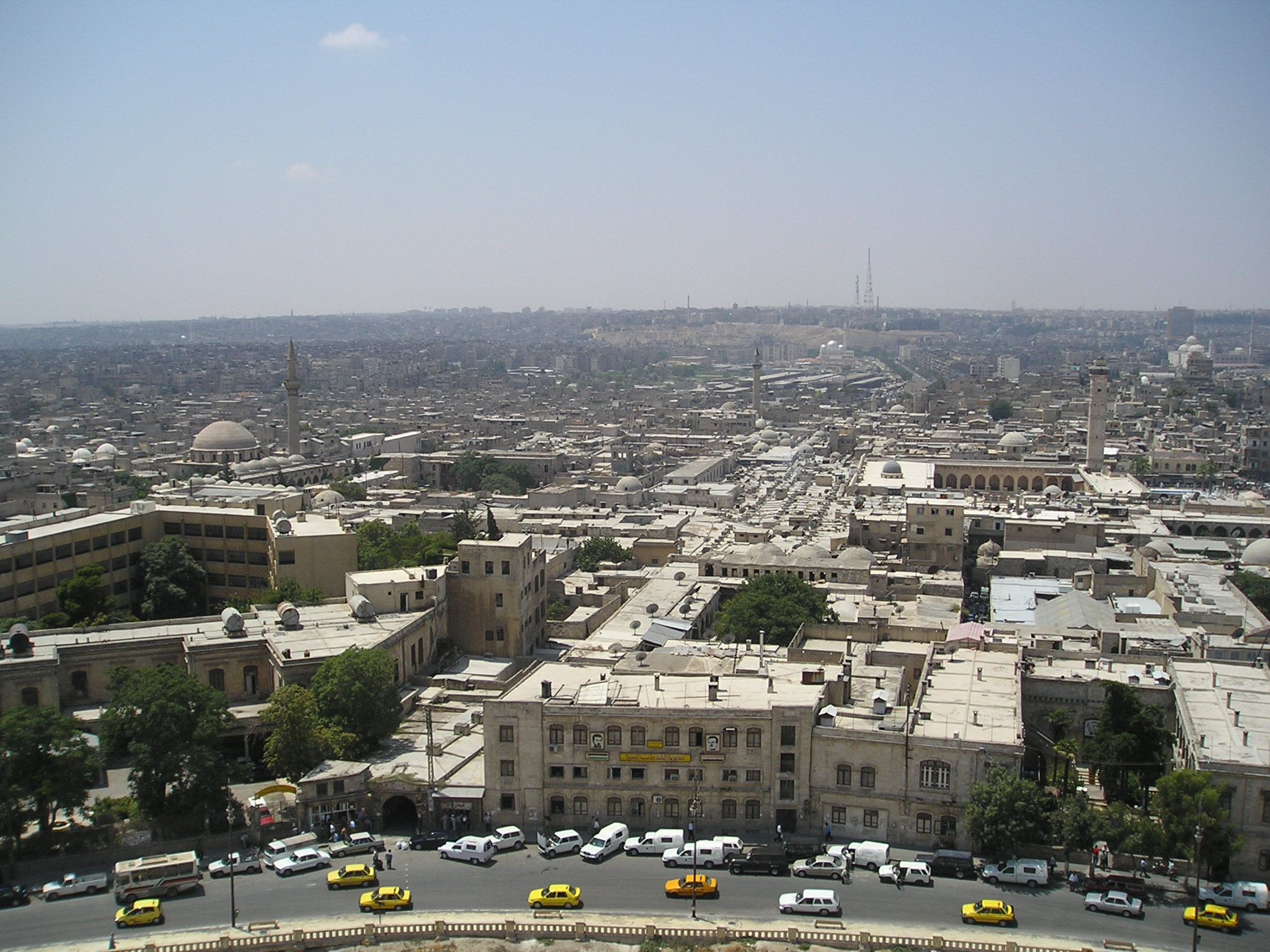
阿勒颇老城
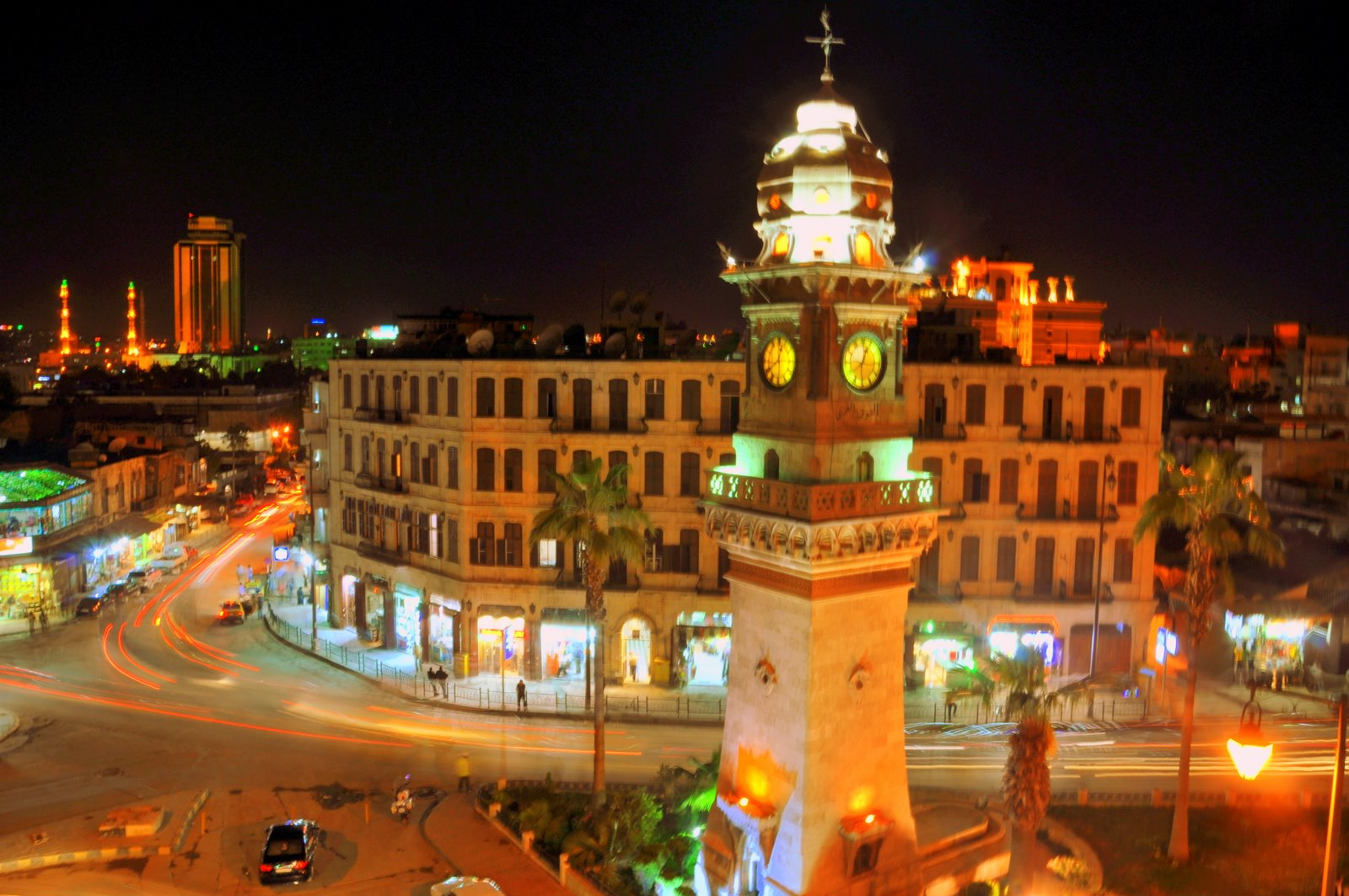
夜间的法拉杰门钟楼
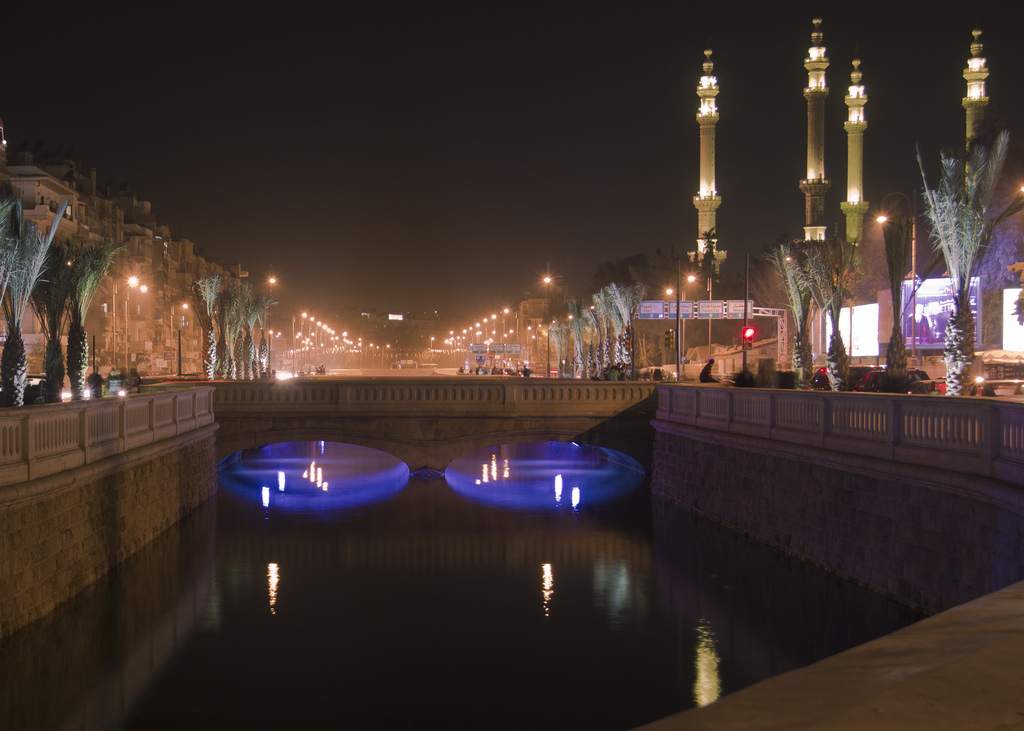
库维克河夜景
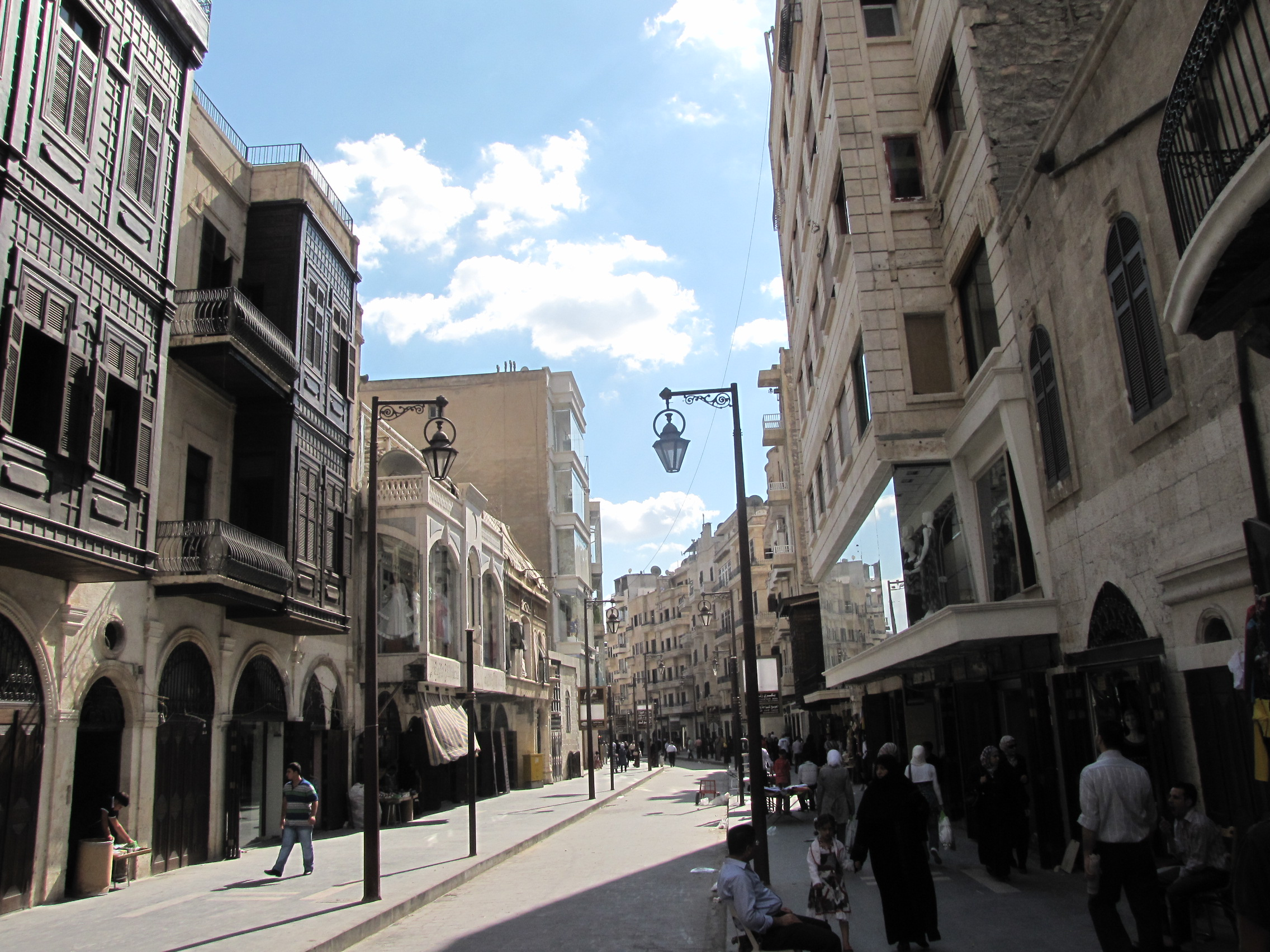
老城商业区
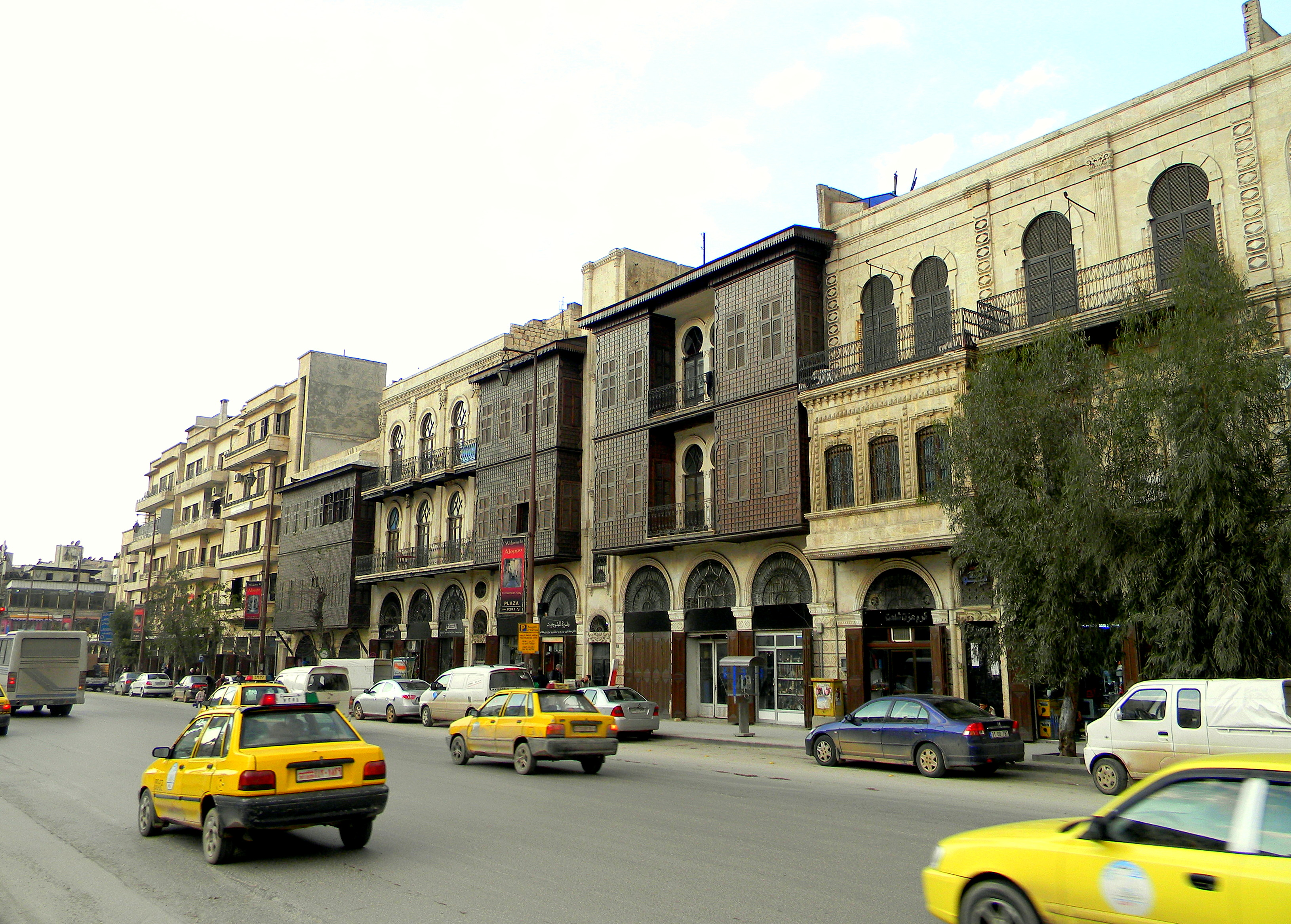
老城街景
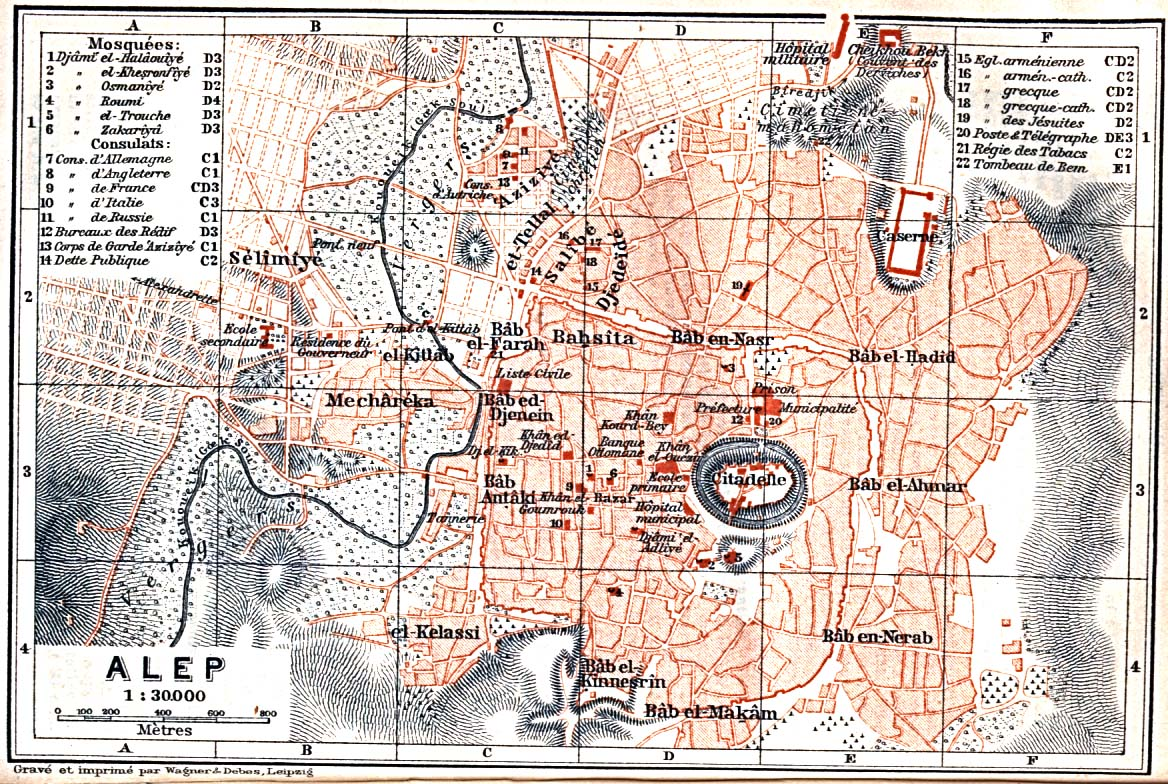
1912年的阿勒颇